# Martin Bryant
Martin John Bryant (Hobart, 7 de maio de 1967) é um homem australiano conhecido por assassinar 35 pessoas e ferir outras 23 no massacre de Port Arthur, um dos tiroteios mais fatais do mundo, em Port Arthur, Tasmânia, Austrália entre 28 e 29 de abril de 1996. Atualmente, ele está cumprindo 35 prisões perpétuas mais "1.035 anos" sem direito a liberdade condicional na Prisão  de Risdon em Hobart.

## Infância
Martin Bryant nasceu no dia 7 de maio de 1967 no Queen Alexandria Hospital em Hobart, Tasmânia, Austrália. Foi o primeiro filho de Maurice e Carleen Bryant. Apesar da casa da família ser em Lenah Valley, Tasmânia, Bryant passou parte da sua infância na casa de praia em Carnarvon Bay, Tasmânia. Numa entrevista em 2011, a sua mãe se lembrou que encontrou várias vezes os seus brinquedos partidos quando ele era muito novo, e que ele era uma criança "chata" e "diferente". O ponto de vista de uma psicóloga era que ele nunca conseguia segurar um emprego porque irritava as pessoas de tal forma que acabava sempre em sarilhos.
Outros casos que os locais se recordam inclui que ele tinha tirado o tubo respiratório de outro rapaz enquanto este mergulhava e que uma vez cortou as árvores na propriedade de um vizinho. Ele foi descrito, pelos professores, como um aluno distante da realidade e sem emoções. Na escola era perturbado e por vezes uma criança violenta que sofria bullying severo de outras crianças. Depois de ter sido expulso da New Town Primary School em 1977, anotações psicológicas de Bryant salientaram a sua tortura nos animais. Ele regressou à escola no ano seguinte com um comportamento melhorado; contudo, ele persistiu em provocar as crianças mais novas. Ele foi transferido para uma unidade de educação especial na New Town High School em 1980, onde deteriorou tanto academicamente como comportamentalmente durante os restantes anos escolares.

### Anotações psicológicas e psiquiátricas
As descrições do comportamento de Bryant como adolescente mostram que ele continuou a ser perturbador e delineou-se a possibilidade de um problema intelectual. Foi revelado que estaria na fronteira da incapacidade mental, com um Q.I. de 66, equivalente a uma criança de 11 anos. Outros testes depois da sua detenção indicaram um Q.I. verbal de 64 e raciocínio não-verbal e funções cognitivas de 68, dando uma escala completa de um Q.I. de 66, uma idade equivalente a 11 anos no 10º percentil (90% dos jovens de 11 anos têm uma maior contagem).
Ao deixar a escola em 1983, Bryant foi avaliado para uma pensão de incapacidade por uma psiquiatra que escreveu: "Não consegue ler nem escrever. Faz um pouco de jardinagem e vê TV. Apenas os esforços dos seus pais evitam mais deterioração. Pode ser esquizofrénico e os pais enfrentam um futuro sombrio com ele". Bryant recebeu uma pensão por incapacidade, apesar de também trabalhar como empregado e jardineiro.
Enquanto esperava julgamento, Bryant foi examinado pelo psiquiatra apontado pelo juiz Ian Sale, que tinha a opinião de que Bryant "podia ser considerado como tendo mostrado uma mistura de conduta desordeira, déficit de atenção e uma rara condição conhecida como Síndrome de Asperger". O psiquiatra Paul Mullen, contratado a pedido do conselho legal de Bryant, também o examinou  e não concordou com a análise de Sale. Ele descobriu que Bryant era socialmente e intelectualmente debilitado, mas não mostrava sinais de esquizofrenia ou de desordem de comportamento. Mullen concluiu "Apesar de Mr. Bryant ser claramente um jovem angustiado e perturbado, não era mentalmente doente."

## Vida adulta
No início de 1987, quando Bryant tinha 19 anos, conheceu Helen Mary Elizabeth Harvey de 54 anos, herdeira de uma parte da fortuna de loteria de Tattersall, enquanto procurava novos clientes para o seu serviço de cortador de relva. Harvey, que vivia com a sua mãe Hilva, ficou amiga de Bryant, que se tornou um visitante regular da sua negligenciada mansão em New Town, e ajudava-a com as tarefas tais como alimentar os seus 14 cães que viviam dentro da casa, e os 14 gatos dentro da garagem. Em junho de 1990, alguém denunciou Harvey às autoridades sanitárias, e os médicos encontraram tanto Harvey como a sua mãe a necessitar de tratamento hospitalar urgente. Hilva Harvey, de 79 anos de idade, morreu algumas semanas depois.
Foi colocada uma ordem de limpeza na mansão e o pai de Bryant tirou uma licença longa do serviço para ajudar a limpar o interior. Harvey convidou Bryant para viver com ela na mansão e começaram a gastar grandes quantias de dinheiro, como por exemplo na compra de mais de 30 carros novos em menos de 3 anos. O casal começou a passar a maioria dos dias em compras, normalmente depois de almoçarem num restaurante local. Por volta desta altura, Bryant foi reavaliado para a sua pensão e foi adicionada uma nota aos seus documentos: "O pai o protege de todas as situações que o possam chatear porque ele ameaça sempre ser violento. Martin diz-me que gostaria de andar por aí a disparar sobre as pessoas. Será inseguro deixar Martin sair do controlo dos seus pais".
Em 1991, como resultado de ter sido proibido haver animais em casa, Harvey e Bryant mudaram-se para uma quinta de 29 hectares (72 ares) chamada Taurusville que tinha comprado em Copping, uma pequena cidade. Os vizinhos lembram-se que ele levava sempre uma arma pressão de ar e que frequentemente disparava sobre os turistas que paravam para comprar maçãs numa bancada na estrada, e que ao fim da noite vagueava pelas propriedades das redondezas a disparar sobre cães quando eles lhe ladravam. Eles evitavam-no a "todo o custo" apesar das suas tentativas de fazer amizade.
Em 20 de outubro de 1992, Harvey morreu quando o seu carro virou para o lado errado da estrada e bateu contra um carro em sentido contrário. Bryant estava dentro do veículo na altura do acidente, e esteve hospitalizado durante 7 meses com problemas graves no pescoço e costas. Ele foi brevemente investigado pela polícia pelo seu papel no acidente, porque era sabido que Bryant tinha o hábito de guinar o volante e Harvey já tinha tido 3 acidentes como resultado disso. Ela normalmente dizia às pessoas que essa era a razão pelo qual nunca conduzia mais depressa do que 60 quilómetros por hora (37 mph). Bryant foi nomeado o único beneficiário da herança de Harvey e tomou posse de bens totalizando mais de $ 550 000. Como Bryant apenas tinha "noções vagas" sobre assuntos financeiros, a sua mãe pediu e foi-lhe cedida uma ordem de tutela, colocando os bens de Bryant sobre a gestão da Procuradoria Pública. A ordem foi baseada nas provas da capacidade intelectual diminuída de Bryant.
Depois da morte de Harvey, o pai de Bryant, Maurice, tomou conta da quinta Copping. Bryant regressou à casa de família para recuperar, depois de sair do hospital. Foi prescrito ao seu pai antidepressivos, e ele discretamente colocou a sua conta bancária conjunta e bens em nome da sua mulher.
Dois meses depois, em 14 de agosto, um visitante em busca de Maurice Bryant na propriedade Copping encontrou uma nota que dizia "chame a polícia" pendurada na porta e encontrou várias centenas de dólares no seu carro. O oficial de contas na altura não encontrou razão para suspeitar de intenção criminosa, e enviou membros do conselho e a polícia para suprimir as tensões apresentadas por cartas enviadas às Câmaras do Conselho Local. A polícia começou a procurar Maurice Bryant pela propriedade, sem sucesso. Foram chamados mergulhadores para procurar nas 4 represas da propriedade e em 16 de agosto, o seu corpo foi encontrado na represa mais próxima da casa da quinta com um dos cintos de peso de mergulho de Martin Bryant enrolado ao pescoço. A polícia descreveu a morte como "não natural" e foi dada como suicídio. Bryant herdou os rendimentos do fundo de aposentadoria do seu pai, no valor de $ 250.000.
Bryant vendeu a quinta Copping por $ 143.000 e ficou com a mansão de Hobart. Enquanto vivia em Copping, os macacões brancos que ele habitualmente vestia foram substituídos por roupa mais dentro do status financeiro de Harvey. Agora que estava sozinho, a sua roupa tornou-se mais bizarra. Normalmente usava um fato de linho cinzento, gravata, sapatos de pele de lagarto e um chapéu Panamá enquanto carregava uma pasta durante o dia, dizendo a todos os que o ouviam que tinha um carreira bem paga. Ia regularmente, com um fato azul elétrico com calças largas e uma tshirt enrugada, ao restaurante que frequentava. O dono do restaurante lembra-se: "Era horrível. Todos se riam dele, até os clientes. Eu senti, subitamente, muita pena dele. Percebi que este indivíduo não tinha amigos".
Harvey e o pai de Bryant estavam agora mortos, e ele tornou-se cada vez mais solitário. De 1993 até ao fim de 1995, visitou vários países estrangeiros 14 vezes e um resumo das suas viagens aéreas domésticas preenchiam 3 páginas. Ele detestou os destinos para onde viajou, porque percebeu que as pessoas e lá irritavam-no tanto como as da Tasmânia. Contudo, ele gostava dos voos, porque poderia falar com as pessoas sentadas próximo dele que não tinham outra opção a não ser serem educadas. Bryant, mais tarde, tirou grande prazer em descrever algumas das conversas com mais sucesso que teve com colegas passageiros.
No fim de 1995, tornou-se suicida depois de ter decidido que "já estava farto". Ele disse, "Apenas senti que mais pessoas estavam contra mim. Quando tentei ser amigo delas, elas simplesmente iam embora". Apesar de, anteriormente, ele ser um pouco mais do que um alcoólico social, o seu consumo de álcool aumentou e, apesar de não ter consumido nenhum álcool nesse dia, aumentou especialmente nos 6 meses anteriores ao massacre. O consumo médio diário de Bryant estava estimado em metade de uma garrafa de Sambuca e uma garrafa de Baileys Irish Cream com vinho do Porto e outras bebidas alcoólicas doces. Segundo Bryant, ele acha que o plano para Port Arthur pode-lhe ter ocorrido pela primeira vez 4 a 12 semanas antes do evento.

## Massacre de Port Arthur
Bryant deu relatos confusos e conflituosos sobre o que o levou a matar 35 pessoas no local de Port Arthur em 28 de abril de 1996. Parece que pode ser pelo seu desejo por atenção, como alegadamente disse ao seu vizinho do lado, "Eu vou fazer algo que vai fazer toda a gente se lembrar de mim".
As suas primeiras vítimas, David e Sally Martin, eram donos da hospedaria domiciliar "Seascape". Os Martin tinham comprado a hospedaria que o pai de Bryant tinha tentado comprar e o seu pai queixava-se dos estragos que tinha feito à sua família a Bryant em várias ocasiões, por não ter comprado. Bryant, aparentemente, acreditava que os Martin tinham comprado a propriedade deliberadamente para magoar a sua família e culpou os Martin pela depressão que levou à morte do pai. Ele disparou fatalmente sobre eles na hospedaria antes de viajar para as ruínas de Port Arthur. Bryant entrou no café The Broad Arrow no local histórico, levando um grande saco azul.
Assim que acabou de comer, Bryant foi para a parte de trás do café e colocou uma câmara de vídeo numa mesa vazia. Tirou uma Carabina Colt AR-15 SP1 (espingarda semi-automática) e, com a arma na anca, começou a disparar contra os clientes e os empregados. Em 15 segundos, ele disparou 17 tiros, matando 12 pessoas e ferindo outras 10. Bryant depois foi para o outro lado da loja e disparou mais 12 vezes, matando mais 8 pessoas enquanto feria 2. Depois mudou de cartuchos antes de sair, disparando sobre as pessoas no parque de estacionamento e do seu Volvo 244 amarelo enquanto conduzia; 4 pessoas foram mortas e mais 6 feridas.
Bryant conduziu 300 metros pela estrada, onde uma mulher e as suas duas filhas estavam a caminhar. Ele parou e disparou 2 tiros, matando a mulher e a criança que ela carregava. A outra criança fugiu, mas Bryant seguiu-a e matou-a com um só tiro. Depois roubou um BMW dourado, matando todos os 4 ocupantes. Parou passado uma curta distância ao lado de um casal num Toyota branco e, apontando a sua arma, ordenou ao ocupando masculino que fosse para o porta-bagagens do BMW. Depois de fechar o porta-bagagens, disparou 2 tiros no pára brisas do Toyota, matando a condutora.
Ele regressou à hospedaria, incendiou o carro roubado e levou o refém para dentro com os corpos dos Martin. A polícia apareceu rapidamente e tentou negociar com Bryant durante várias horas antes da bateria do telefone que usava ter acabado, acabando com a comunicação. A única exigência de Bryant era ser transportado num helicóptero do exército para um aeroporto. Algures durante as negociações, Bryant matou o seu refém.
Na manhã seguinte, 18 horas depois, Bryant incendiou a hospedaria e tentou escapar na confusão. Sofrendo queimaduras nas suas costas e nádegas, foi capturado e levado para o Hobart Royal Hospital, onde foi tratado e mantido sobre alta vigilância.

Um panorama do local histórico de Port Arthur

### Prisão
Bryant foi considerado apto a ser julgado, e o seu julgamento foi agendado para começar em 7 de novembro de 1996. Bryant, inicialmente, se declarou inocente, mas foi convencido pelo seu advogado apontado pelo tribunal e pela acusação a dar-se como culpado de todas as acusações.
Duas semanas depois, em 22 de novembro de 1996, o juiz do Supremo Tribunal de Hobart William Cox, condenou Bryant a 35 prisões perpétuas pelos homicídios mais 1,035 anos por outros crimes, e ordenou que ele ficasse na prisão para "o resto da sua vida".
Durante os primeiros 8 meses da sua prisão, ele esteve preso numa cela especialmente construída para prevenção de suicídio, em confinamento solitário, na sua maioria. Ele manteve-se em custódia protegida para sua própria segurança, até que foi mudado para um novo edifício prisional 10 anos depois da sua condenação.
Em 13 de novembro de 2006, Bryant foi mudado para o Wilfred Lopes Centre em Hobart, uma segura unidade mental dirigida pelo Departamento de Saúde e Serviços Humanos da Tasmânia. A unidade de 35 camas para pessoas com problemas mentais sérios tem médicos, enfermeiros, e outros trabalhadores de apoio. Os prisioneiros não são trancados e podem sair das suas celas. A segurança exterior nas instalações é feita por guardas privados num perímetro de 3 muros.
Bryant tentou suicídio em 25 de março de 2007 cortando o seu pulso com uma lâmina de barbear. Em 27 de março, ele cortou a sua garganta com outra lâmina de barbear e foi logo hospitalizado.
Desde 2015, Bryant está na Prisão de Risdon, perto de Hobart.

### Cobertura da imprensa
A cobertura dos jornais, imediatamente depois do massacre, levantou sérias questões sobre as práticas jornalísticas e foram feitas críticas contra os media australianos. Fotografias de Martin Bryant tinham os olhos manipulados digitalmente com o objetivo de parecer mais perigoso e "deslumbrante". Apesar das críticas, as fotografias manipuladas continuaram a ser usadas nos media uma década depois. Também existiram questões sobre como as fotografias tinham sido conseguidas. O Diretor de Acusações Públicas da Tasmânia avisou os media que as notícias comprometiam um julgamento justo e foram colocadas ordens judiciais contra o Mercury de Hobart (que usou a foto de Bryant com o título "Este é o homem"), The Australian, The Age e o Australian Broadcasting Corporation, por causa das suas coberturas. O presidente do Australian Press Council da altura, David Flint, argumentou que como os jornais australianos costumavam ignorar ordens do tribunal, isto mostrava que a lei, não os jornais, precisava mudar. Flint sugeriu que tal mudança na lei não levaria necessariamente a julgamento pelos media. Os jornais australianos também foram colocados sobre escrutínio por causa das suas considerações de Bryant sobre como o tipo de identidade responsável pela sua e outra formas de matar semelhantes poderiam ser entendidas.

### Consequências políticas
Como resposta à onda de mortes, os governos de Estado e Território Australianos colocaram certas restrições em espingardas semi-automáticas, caçadeiras repetidoras (com mais de 5 tiros) e cartuchos de espingarda de alta capacidade. Para além disto, também foram impostas limitações em caçadeiras de repetição semi-automáticas e espingardas semi-automáticas de precisão. Apesar de isto ter resultado em controvérsia agitada, a oposição das novas leis foi superada pela descrição dos media sobre o massacre e pela crescente opinião pública na sequência dos tiroteios.

## Na cultura popular
Em março de 2012, o artista de Sydney, Rodney Pople, ganhou, com controvérsia, o Prémio Glover de $ 35 000 pela sua pintura de paisagem de Port Arthur com Bryant no pano de fundo a agarrar numa arma de fogo.